# حباب‌ها (فیلم)
«حباب‌ها» (انگلیسی: Bubbles (film)) فیلمی در ژانر موزیکال به کارگردانی روی مک است که در سال ۱۹۳۰ منتشر شد.